# Lego Ninjago - O Filme
The Lego Ninjago Movie (bra/prt: Lego Ninjago - O Filme) é um filme ação, comédia e animação estadunidense de 2017, baseado na linha de blocos de montar LEGO, mais especificamente a subsérie centrada em ninjas Ninjago. Apesar de ter os mesmos personagens da série televisiva Lego Ninjago: Masters of Spinjitzu, tem uma trama e abordagem diferente. Foi lançado nos Estados Unidos em 22 de setembro de 2017 pela Warner Bros., saindo no Brasil e em Portugal na semana seguinte.

## Elenco
| Personagem     | Versão original | Versão portuguesa           |
| -------------- | --------------- | --------------------------- |
| Lloyd Garmadon | Dave Franco     | Tomás Wallenstein           |
| Lord Garmadon  | Justin Theroux  | Luís Barros                 |
| Kai            | Michael Peña    | Rui Porto Nunes             |
| Jay            | Kumail Nanjiani | FF                          |
| Nya            | Abbi Jacobson   | Marta Peneda                |
| Zane           | Zach Woods      | Rodrigo Paganelli           |
| Cole           | Fred Armisen    | Francisco Rebelo de Andrade |
| Mestre Wu      | Jackie Chan     | Miguel Guilherme            |
| Koko           | Olivia Munn     | Xana Toc Toc                |

## Lançamento
The Lego Ninjago Movie foi lançado pela  Warner Bros. Pictures em 22 de setembro de 2017, em 2D, 3D e IMAX 3D. Inicialmente foi programado para uma versão de 23 de setembro de 2016.

## Bilheteria
The Lego Ninjago Movie arrecadou US$ 59,3 milhões nos Estados Unidos e no Canadá, e US$ 63,8 milhões em outros territórios, por um total mundial de US$ 123,1 milhões.

### Crítica
The Lego Ninjago Movie recebeu críticas mistas de críticos. No site agregador de críticas Rotten Tomatoes, o filme possui uma classificação de aprovação de 55% com base em 134 críticas, com uma classificação média de 5,8/10. O consenso crítico do site diz: "Apesar do amplo encanto e de alguns gags sólidos, The Lego Ninjago Movie sugere que a fórmula da franquia não está clicando como costumava fazer." No Metacritic, o filme tem uma pontuação média ponderada de 55 de 100, com base em 33 críticas, indicando "revisões mistas ou médias". As audiências pesquisadas pelo CinemaScore deram ao filme uma nota média de "B +" em uma escala A + para F.